# آسیا کمال
آسیا کمال (زادهٔ ۱ نوامبر ۱۹۶۱) بازیگر اهل عراق است که در خانواده‌ای کرد به دنیا آمد. پدرش از اعضای حزب کارگران کردستان بود و مادرش به‌عنوان ماکیرا در بنیاد فیلم و تئاتر کار می‌کرد.